# Alexandra Gripenberg
Alexandra Gripenberg, född 30 augusti 1857 i Kronoborg, död 24 december 1913 i Helsingfors, var en finlandssvensk friherrinna, författare, pionjär inom kvinnorörelsen och politiker.

## Biografi
Alexandra Gripenberg, som var dotter till Johan Ulrik Sebastian Gripenberg, växte upp på ett gods i östra Finland. Hon hade tänkt bli skönlitterär författare och publicerade en samling berättelser vid 19 års ålder. Hon arbetade några år som handsekreterare till den uppburne författaren Zacharias Topelius, i vars familj hon bodde efter sina föräldrars död. I samband med språkstriden i Finland tog hon ställning för finskan som nationens språk och gav därför upp sina skönlitterära ambitioner.

## Kvinnorörelsen
Alexandra Gripenberg blev en av den finska kvinnorörelsens pionjärer och välkänd i den internationella kvinnorörelsen. Hon besökte år 1887 England för språkstudier. Därifrån fortsatte hon till USA för att delta i en stor internationell kvinnokongress i Washington 1888. Hon stannade i landet under ett halvt år, turnerade med föreläsningar och verkade både för kvinnosaken och för Finlands självständighet. Hon blev personlig vän med Elizabeth Cady Stanton, Susan B. Anthony och många andra prominenta kvinnor inom kvinnorörelsen. Om detta har hon skrivit en bok.
Gripenberg blev vid hemkomsten till Finland ordförande för den finskspråkiga Finsk kvinnoförening, bildad 1884. Hon gjorde föreläsningsturnéer både inom Finland och i utlandet. Hennes goda vän Maria Cederschiöld menade att "som vältalare stod hon nog främst bland nordens kvinnliga talare" (citatet ur nekrolog i Hertha nr 2 1914). Hon blev framträdande inom the International Council of Women. Hon skrev en bok i tre volymer Reformarbetet till förbättrandet av kvinnans ställning, publicerad under åren 1893–1903. Den byggde delvis på egna resor och undersökningar och omfattar hela Europa samt Nordamerika. (Den blev aldrig översatt till engelska vilket däremot hennes bok om USA blev, men först år 1945). Hon skrev flera andra böcker och var i 22 år utgivare av tidskriften Koti ja Yhteiskunta (sv. Hemmet och samhället).
Verksamheten i International Council of Women (ICW) fortsatte under Gripenbergs hela liv. Hon var god vän med dess ordförande lady Ishbel Aberdeen, med vilken hon förde en omfattande korrespondens. År 1904 blev hon i London nominerad som kandidat till ordförandeposten för ICW men slapp undan med blotta förskräckelsen (se hennes korrespondens). År 1906 gjorde hon på rådets och Aberdeens uppmaning en resa till Grekland och Turkiet för att starta ett nationalråd som filial till ICW. Hon blev den första ordföranden för Finlands Kvinnors Nationalförbund.

### Mot Ellen Key
Alexandra Gripenberg var en aktiv motståndare till Ellen Key, vars åsikter hon ogillade både i sedlighetsfrågan och frågan om kvinnors arbete. Hon var livligt engagerad för kvinnors jämlikhet på arbetsmarknaden. När Ellen Key 1896 hade publicerat två föreläsningar med angrepp på kvinnorörelsen, hyrde Gripenberg en möteslokal på Hotel Continental i Stockholm och talade där den 30 maj samma år mot Key under rubriken "Elizabeth Cady Stanton och kvinnosaksarbetet". Naturligtvis var Gripenberg för kvinnors rösträtt.

## Politiken
Vid en konferens som International Woman Suffrage Alliance (IWSA) höll i Köpenhamn 1906, Third Conference of the International Woman Suffrage Alliance kunde Gripenberg meddela att Finland som det första landet i Europa gett kvinnor rösträtt samtidigt som rösträtten blivit allmän för män. Vid valen 1907 blev hon invald i lantdagen och hann bevista tre lantdagar. Gripenberg motionerade ofta i kvinnofrågor, t.ex. om hustrus äganderätt och om reformer för att förbättra för barn födda utanför äktenskapet. Hon var emot särlagstiftning för kvinnor på arbetsmarknaden, vilken inte kom att införas i Finland.

## Språkstriden och andra schismer
Gripenberg var en kontroversiell person i sitt hemland, bland annat för att hon ansågs som en förrädare av den finlandssvenska saken genom sin konsekventa hållning i språkstriden. Efter en schism inom Finsk kvinnoförening, under vilken hon påstods vara arrogant och maktfullkomlig, bildades den svenskspråkiga Unionen, kvinnosakförbund i Finland (Unioni naisasialliitto suomessa). Gripenberg menade att i Finland borde det finska språket användas trots att hon själv var svenskspråkig. Gripenberg var något av en elitist. Hon hade samtidigt en stor vänkrets, delvis i Stockholm, som hon ofta besökte.
Alexandra Gripenberg ligger begravd på Sandudds begravningsplats, gamla delen.